# Beji Caid Essebsi
Mohamed Beji Caid Essebsi (in arabo  محمد الباجي قائد السبسي ‎?, Muḥammad āl-Bājī Qāʾid āl-Sabsī; Sidi Bou Saïd, 29 novembre 1926 – Tunisi, 25 luglio 2019) è stato un politico e avvocato tunisino, quinto presidente della Repubblica di Tunisia, il primo scelto con libere elezioni nella storia del Paese, dal 31 dicembre 2014 sino alla sua morte.
Consigliere del presidente Habib Bourguiba, ricoprì vari incarichi ministeriali tra cui quello di Ministro degli affari esteri dal 1981 al 1986 e di primo ministro nel 2011. Nel 2012 aveva fondato il partito Appello della Tunisia (Nidāʾ Tūnus).

## Biografia
Nacque nel 1926 da una famiglia di remote origini sarde: il bisnonno Isma'il Caid Essebsi fu rapito da corsari tunisini in Sardegna all'inizio del XIX secolo e divenne il sigaraio del Bey di Tunisi. Infatti «el sebsi», in arabo tunisino, significa «il sigaraio».
Beji Caid Essebsi studiò al Collège Sadiki di Tunisi, dove all'età di 15 anni venne a contatto con la sezione giovanile del Neo-Dustur, il movimento indipendentista tunisino che operava in clandestinità, e vi aderì nel 1941.
Successivamente si trasferì a Parigi, dove conobbe il leader della lotta per l'indipendenza Habib Bourguiba e completò gli studi di diritto nel 1950, parallelamente al suo attivismo politico. Nella sua successiva carriera di avvocato, si dedicò alla difesa di vari attivisti del Neo-Dustūr (in seguito RCD).

### Attività politica sotto Bourguiba

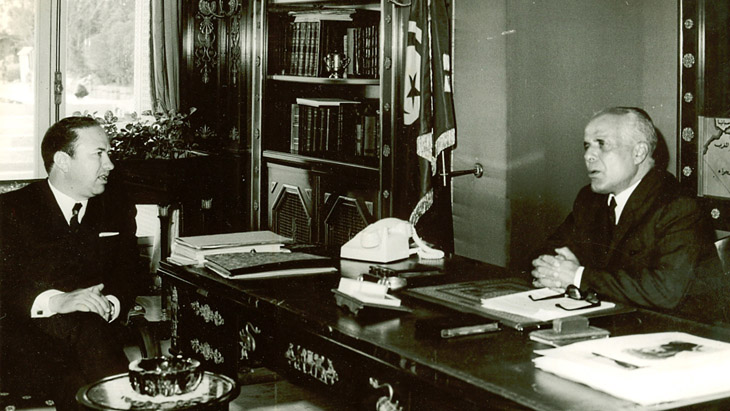
Caid Essebsi con Habib Bourguiba

Entrò in politica subito dopo l'indipendenza della Tunisia nel 1956, come consigliere di Bourguiba, che nel 1957 era divenuto il primo Presidente della Repubblica tunisina. Essebsi si affermò come un esponente di primo piano, ottenendo vari importanti incarichi tra cui quello di direttore della Sicurezza Nazionale (la polizia tunisina), di Ministro dell'Interno dal 5 luglio 1965 all'8 settembre 1969 (data in cui venne nominato ambasciatore negli USA, senza poter prendere possesso della carica, in quanto nominato Ministro degli Esteri nel gabinetto guidato da Bahi Ladgham) e di Ministro della difesa tra il 7 novembre 1969 e il 12 giugno 1970.
Il 12 giugno 1970 venne nominato ambasciatore in Francia ma si dimise l'anno successivo per un contrasto sulla riorganizzazione dello Stato insorto in seno al partito unico al potere (il Partito Socialista Desturiano) di cui anch'egli faceva parte.
A fronte della sua emarginazione dal comitato centrale del partito e dell'accentuarsi del carattere autoritario del regime di Bourguiba, Essebsi si ritirò dalla vita politica, dedicandosi all'esercizio della sua professione di avvocato.
Tornò al governo nel 1980, quando il Primo ministro Mohamed Mzali gli offrì di tornare sulla scena politica con l'incarico di Ministro della giustizia. Essebsi rifiutò, ma di fronte all'insistenza di Mzali accettò ugualmente un incarico d'ufficio per aiutarlo a costruire un'alternativa democratica al sistema monopartitico, definito non più credibile, e per porre un freno allo strapotere del presidente a vita Bourguiba.
Il 15 aprile 1981 venne nominato Ministro degli affari esteri in sostituzione di Hassan Belkhodja e in tale veste dovette affrontare i riflessi della guerra civile libanese, la criminalizzazione dell'operazione Gamba di Legno e i rapporti burrascosi con la Libia.

### Attività politica dopo Bourguiba
Essebsi abbandonò la poltrona ministeriale il 15 novembre 1986. Il 7 novembre 1987, l'ormai senescente Bourguiba venne destituito con un colpo di Stato "medico" e sostituito dal generale Zine El-Abidine Ben Ali, che si era fatto nominare Primo Ministro.
In quello stesso anno, Essebsi venne nominato Ambasciatore nella Germania occidentale.
Dal 1990 al 1991 ricoprì la carica di Presidente del Parlamento, e nel 1994, alla scadenza del suo ultimo mandato parlamentare, si ritirò nuovamente dalla vita politica per dedicarsi unicamente alla propria attività di avvocato.
Essebsi è ricomparso sulla scena politica il 27 febbraio 2011, con la sua nomina a Primo ministro della Tunisia al posto di Muḥammad Ghannūshī, dopo la Rivoluzione dei Gelsomini che in gennaio aveva portato alla caduta di Ben Ali. Il suo scarso coinvolgimento nella politica del Paese all'epoca di Ben Ali ha fatto di lui un buon successore di Ghannūshī, dimessosi a seguito di violenti scontri tra studenti e polizia e impopolare proprio per i suoi forti legami col passato regime. Dopo le elezioni di ottobre e la vittoria di Hamadi Jebali, Essebsi ha lasciato l'incarico il 24 dicembre 2011.
Il 16 giugno 2012 ha fondato Appello della Tunisia (Nidāʾ Tūnus), partito politico di orientamento laico e progressista, che alle elezioni legislative del 27 ottobre 2014 ha registrato un'affermazione sostanzialmente inattesa, sopravanzando il partito islamico al potere di Ennahda, che ha ottenuto solo il secondo posto nei risultati provvisori.

### Presidente della Tunisia

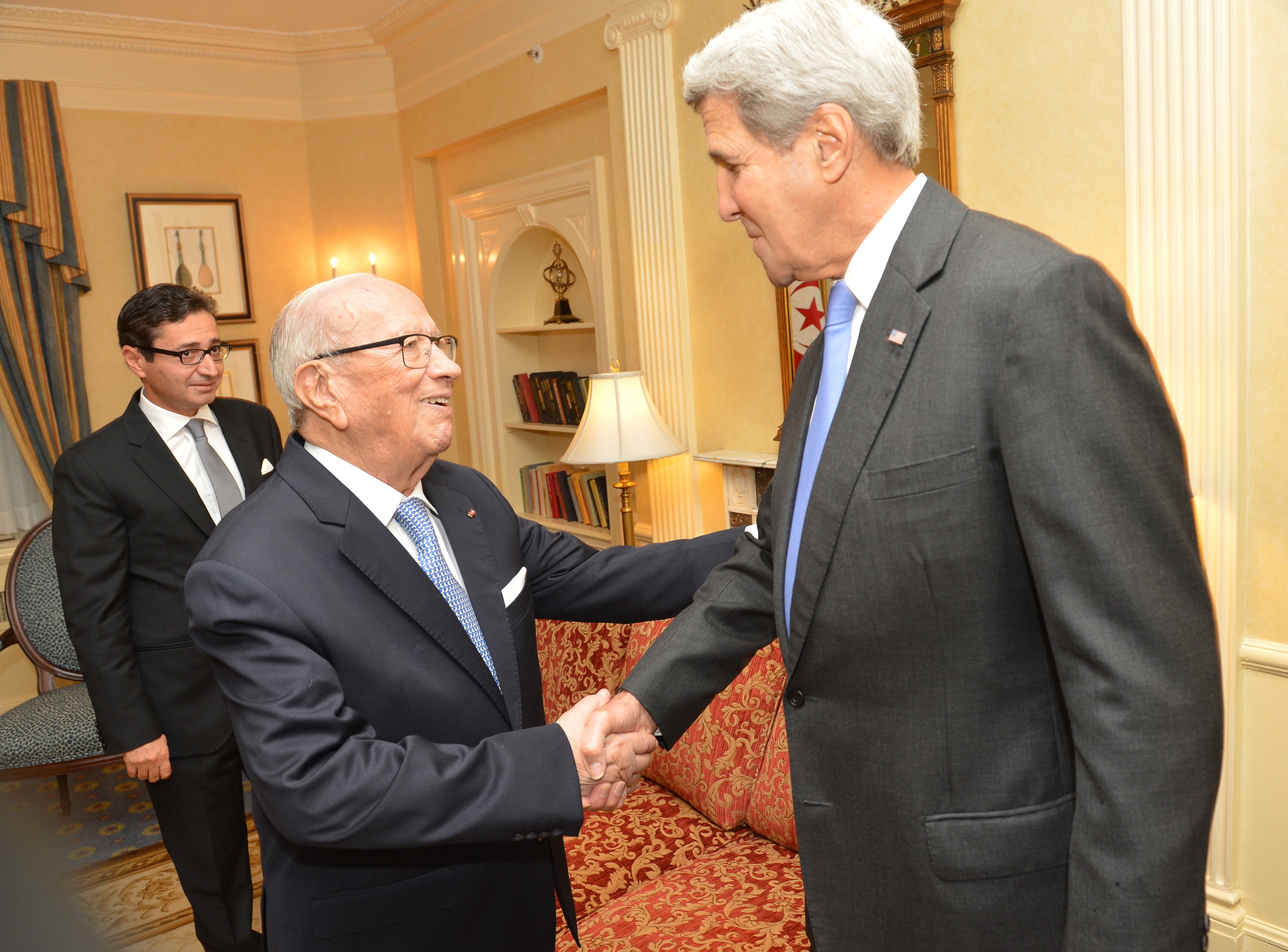
Essebsi incontra John Kerry (New York, 2016).

Il 21 dicembre 2014 è stato eletto Presidente della Repubblica di Tunisia all'età di 88 anni, diventando il più anziano leader democraticamente eletto della storia, dopo aver sconfitto al ballottaggio (55,68% dei voti) il presidente "provvisorio" uscente Moncef Marzouki.

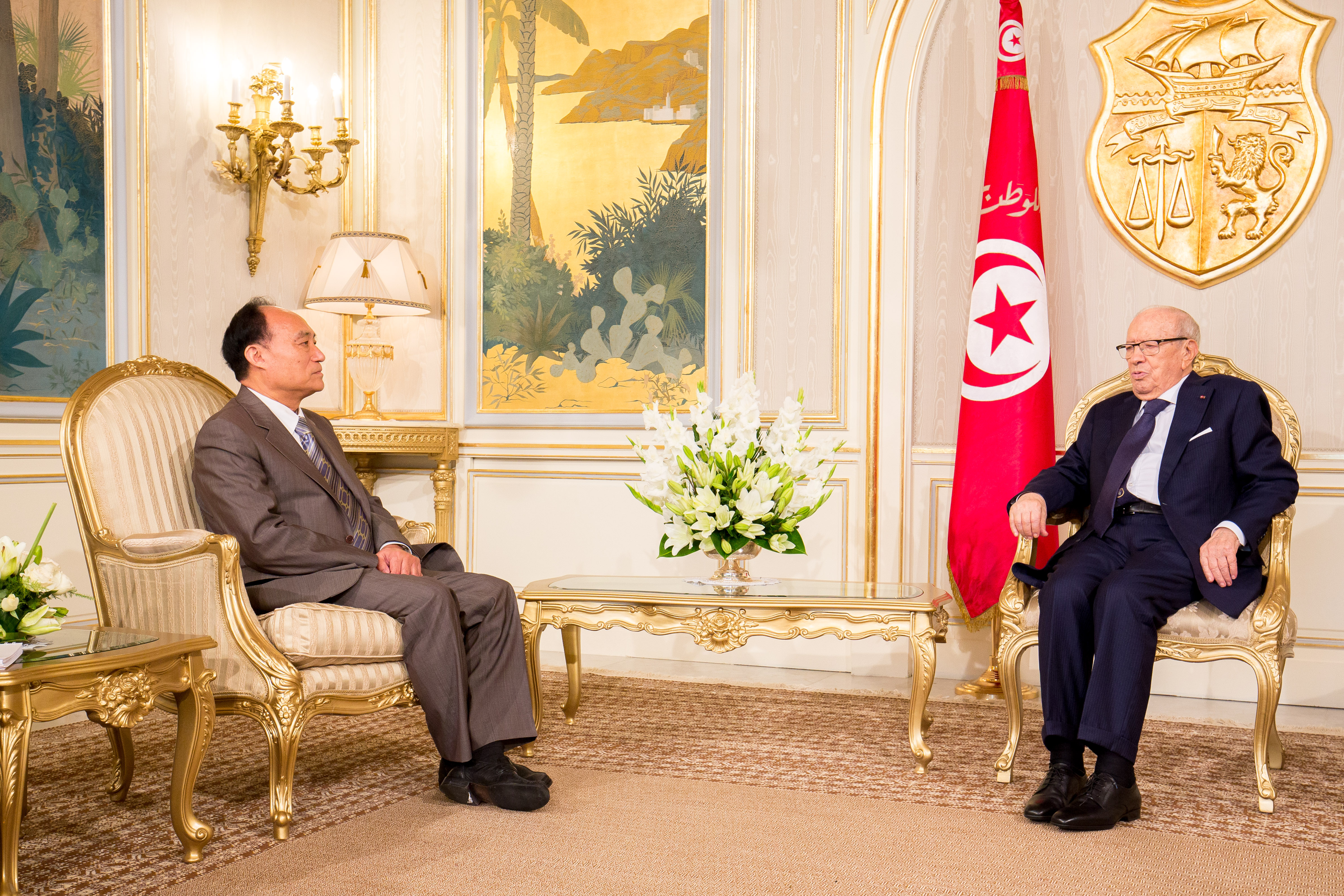
Essebsi con Houlin Zhao, segretario generale dellUnione internazionale delle telecomunicazioni (Cartagine, 2016).

Nell'esercizio della carica presidenziale, Essebsi si è trovato ad affrontare le tensioni sociali dovute in buona parte all'acutizzarsi della crisi economica e al crollo del turismo, a causa dei gravi attentati terroristici di matrice islamica verificatisi nel paese nel corso del 2015, quali l'attentato al museo nazionale del Bardo e l'attentato di Susa.
Durante la sua presidenza ha sostenuto il disegno di legge che ha abrogato l'art. 227 bis del codice penale tunisino, che permetteva ai maschi tunisini di evitare la condanna per stupro sulla donna minore di 15 anni nel caso l'avessero sposata, nonché la legge che impediva alle donne tunisine di sposare uomini non musulmani, a meno che non si convertissero all’Islam e lo dimostrassero con un certificato.

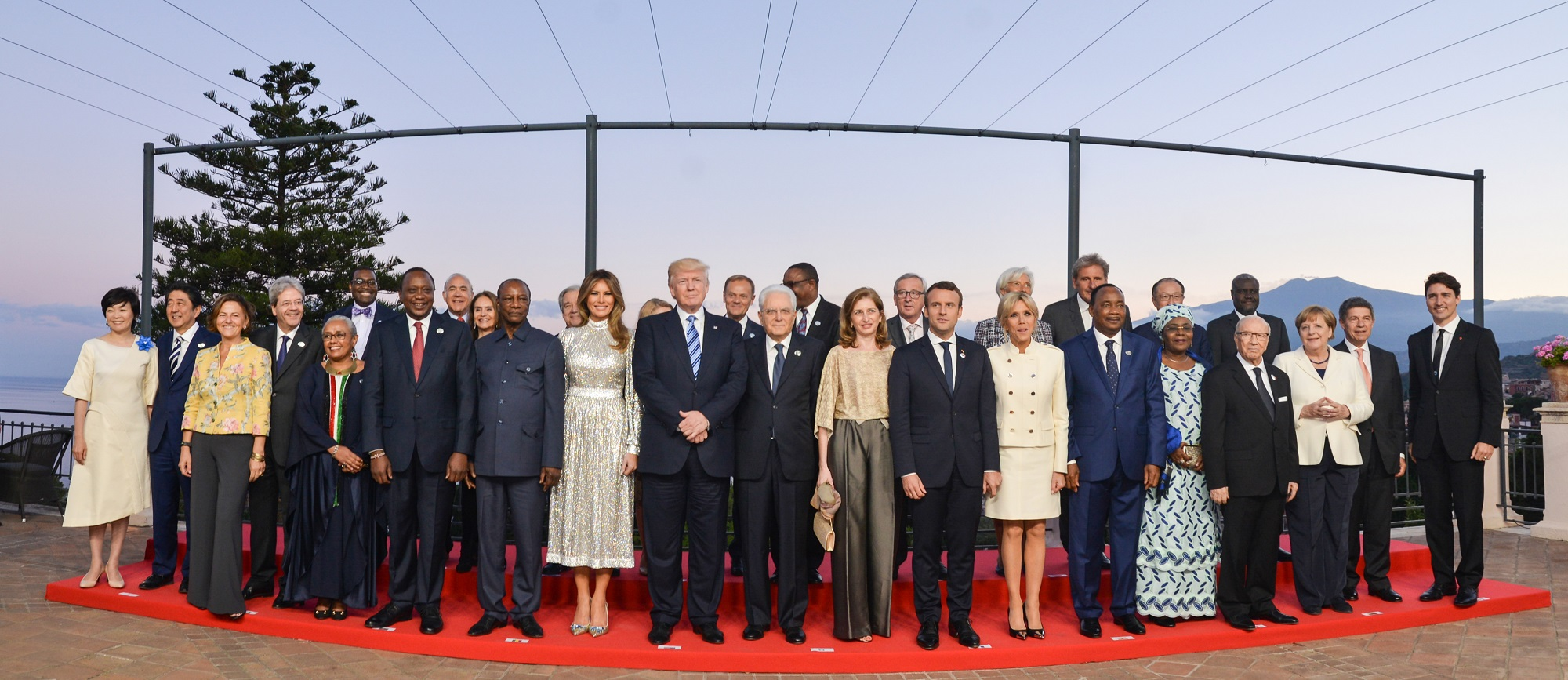
Caid Essebsi nella foto di gruppo del 43º vertice del G7 (Taormina, 2017).

In seguito alle dimissioni di Robert Mugabe nel novembre 2017, Essebsi è diventato il secondo capo di Stato più anziano del mondo dopo la regina Elisabetta II.
Colpito da un grave malore che lo aveva portato al ricovero per due volte a giugno, è morto all'età di 92 anni presso l'ospedale militare di Tunisi il 25 luglio 2019, 62º anniversario dell'indipendenza tunisina, cinque mesi prima della scadenza del suo mandato. Il governo tunisino ha decretato sette giorni di lutto nazionale. I funerali di Stato si sono svolti a Cartagine il 27 luglio, alla presenza di migliaia di persone e di numerosi rappresentanti stranieri.
Nel dicembre 2021 la Corte d'appello tunisina ha aperto formalmente un'indagine sulla sua morte, avanzando l'ipotesi di avvelenamento.

## Vita privata
Sposato nel febbraio 1958 con Saida Farhat (Saʿīda Farḥat), ha avuto due figli (Muḥammad Ḥāfiẓ, anch'egli politico, e Khalīl) e due figlie (Āmāl e Salwā).

## Opere
- Bourguiba: le bon grain et l'ivraie, Tunisi, Sud Éditions, 2009 ISBN 978 9973844996
- La Tunisie: la démocratie en terre d'islam (con Arlette Chabot), Parigi, éd. Plon, 2016

## Onorificenze

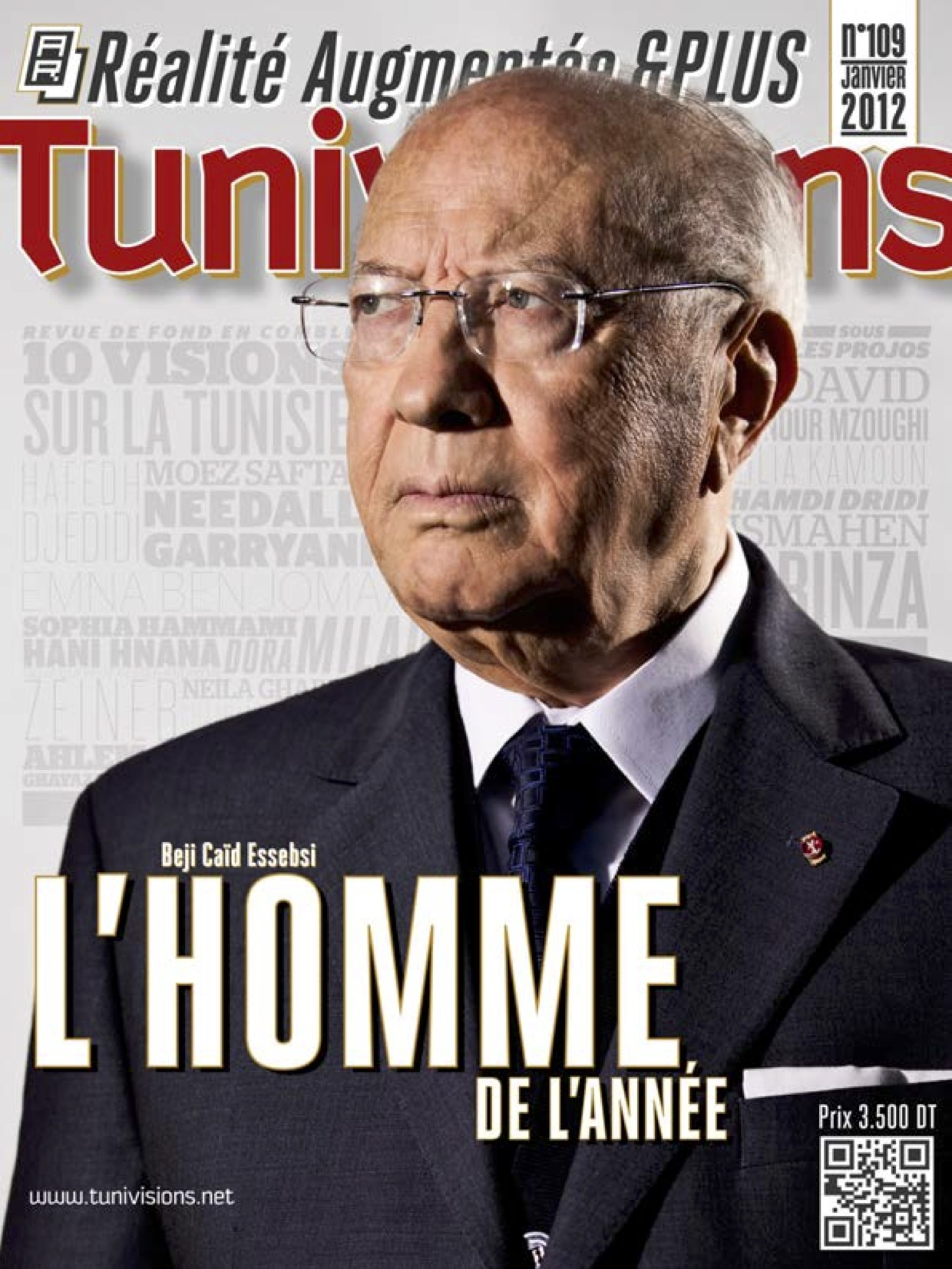
Essebsi sulla copertina della rivista Tunivisions nel gennaio 2012.